# 短蕊茶
短蕊茶（学名：Camellia brachyandra）为山茶科山茶属下的一个种。

## 扩展阅读
- 維基物種上的相關：短蕊茶